# MACS0647-JD
La MACS0647-JD es la galaxia más distante conocida, se localiza a 13.300 millones de años luz de la Tierra, esto indica que es casi tan antigua como el Big Bang, pues se creó 420 millones de años después de dicho evento.

## Descripción

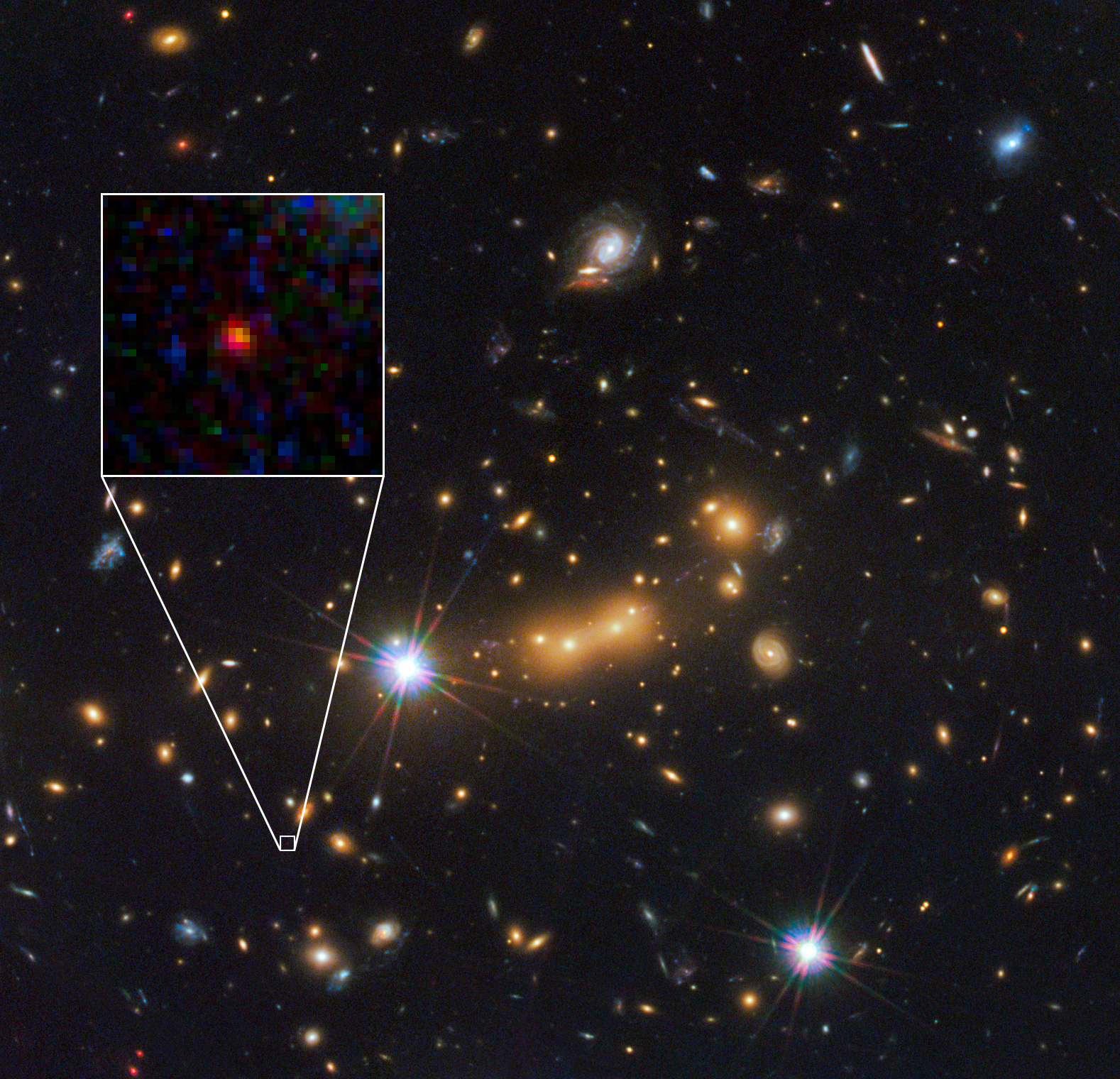
Imagen de la galaxia más alejada aún descubierta

MACS0647-JD es tan pequeña que puede estar en los primeros pasos de desarrollo de una galaxia más grande. El análisis muestra que la galaxia tiene menos de 600 años luz de diámetro, y se formó cuando el universo tenía el 3.6% de la edad actual.
La detección se logró gracias a un programa que utiliza lentes zum naturales, basado en nubes masivas de galaxias como telescopios cósmicos para magnificar galaxias lejanas detrás de ellas, una técnica llamada lente gravitacional, que fue teorizada por Albert Einstein.
Hace casi un siglo, Einstein predijo, en su teoría de la relatividad, que objetos muy masivos, como un conjunto de galaxias, tienen un campo gravitacional tan fuerte que logra desviar los rayos luminosos que pasan a proximidad. Y a veces, esta deformación actúa como una lupa gigantesca, amplificando la imagen percibida por un observador situado del otro lado.
Los colores descubiertos en la galaxia también son diferentes a los descubiertos en la actualidad por lo que esto puede denominar diferencias de edad, o su antigüedad por el contenido de polvo de estas galaxias.
En septiembre del año 2022, el instrumento espacial ajustador de lente, NIRCam, que se encuentra a bordo del Observatorio espacial James Webb, adjuntó nuevas imágenes de la galaxia.

"Con el Hubble, era solo un punto rojo y pálido. Podíamos decir que era realmente pequeña, solo una diminuta galaxia en los primeros 400 millones de años del universo"
Dan Coe, astrónomo que descubrió la galaxia en 2012.

## Descubrimiento
La galaxia fue descubierta combinando el poder de los telescopios espaciales Hubble y Spitzer el 16 de noviembre de 2012 por el equipo de investigación CLASH. Primeramente fue descubierta como una mancha amorfa, sin embargo con el Telescopio espacial James Webb, se reveló que era un par o un pequeño grupo de galaxias.
Antes de este descubrimiento, la galaxia que ostentaba en ser la más distante era la SXDF-NB1006-2 ubicada a 12.910 millones de años luz. Sin embargo, el descubrimiento de GN-z11, la posicionó en el tercer lugar de la galaxia más lejana.